# (336680) Pavolpaulík
(336680) Pavolpaulík, désignation internationale (336680) Pavolpaulik, est un astéroïde de la ceinture principale.

## Description
(336680) Pavolpaulik est un astéroïde de la ceinture principale. Il fut découvert le 10 janvier 2010 à Mayhill par Stefan Kürti. Il présente une orbite caractérisée par un demi-grand axe de 2,28 UA, une excentricité de 0,23 et une inclinaison de 7,0° par rapport à l'écliptique.

## Compléments